# Kusotymalek czarnobrewy
Kusotymalek czarnobrewy, dżunglak czarnobrewy (Malacocincla perspicillata) – gatunek małego ptaka z rodziny dżunglaków (Pellorneidae). Przez ponad 170 lat był znany wyłącznie z jednego okazu, odłowionego najprawdopodobniej na południowym Borneo, przed 1850. Niektórzy autorzy uznawali gatunek za wymarły. Został ponownie odkryty przypadkiem w październiku 2020 przez dwóch lokalnych mieszkańców. O odkryciu poinformowano pod koniec lutego 2021. IUCN klasyfikuje go jako gatunek bliski zagrożenia (NT, Near Threatened).

## Taksonomia
Po raz pierwszy gatunek opisał Karol Lucjan Bonaparte w 1. tomie Conspectus generum avium (1850). Nadał nowemu gatunkowi nazwę Myiothera perspicillata. Za miejsce zebrania holotypu wskazał Jawę, błędnie; było to Borneo, najprawdopodobniej Borneo Południowe. Błąd wynika stąd, że Bonaparte wysnuł błędne przypuszczenia; w istocie odkrywca gatunku, niemiecki geolog Carl Anton Ludwig Maria Schwaner (1817–1851), eksplorował wyłącznie Borneo. Holotyp musiał zostać odłowiony między 1843 a 1848. W 2020 znajdował się w zbiorach Muzeum Historii Naturalnej w Lejdzie. Obecnie (2021) Międzynarodowy Komitet Ornitologiczny umieszcza gatunek w rodzaju Malacocincla. Przez niektórych autorów kusotymalek czarnobrewy uznawany był za podgatunek kusotymalka sundajskiego (M. sepiaria) lub przedstawiciela M. vanderbilti, nieuznawanego obecnie gatunku, którego nazwa okazała się być synonimem M. sepiaria barussana. Znany okaz kusotymalka czarnobrewego nie jest również hybrydą, ponieważ nie są znane gatunki, których przedstawiciele mogliby razem spłodzić osobnika o takim fenotypie. Złapany pod koniec 2020 okaz nie przypominał żadnego znanego przedstawiciela rodzajów Malacopteron i Malacocincla.
Epitet gatunkowy perspicillata oznacza „okularowy”.

## Morfologia
Długość ciała wynosi około 15–16 cm. U holotypu długość górnej krawędzi dzioba wynosi 21,5 mm, długość skoku – 29,4 mm, długość skrzydła – 86,9 mm, długość ogona – 48,9 mm. Stosunkowo krótki skok wskazuje być może na to, że kusotymalki czarnobrewe prowadziły bardziej nadrzewny tryb życia niż inne ptaki z rodzaju Malacocincla. Dziób długi, mocno zbudowany. Czoło czarne, podobnie jak brew i plamka przed okiem. Kantarek białawy, obrączka oczna również. Spód ciała szary. Boki o głębokim, rdzawym kolorze. Tęczówka u złapanego w 2020 osobnika miała barwę intensywnie czerwoną – nie żółtawą, jaką przypisano holotypowi podczas preparacji. Nogi były łupkowo szare, nie brązowe.

## Zasięg występowania
Holotyp pochodził prawdopodobnie z Borneo Południowego, albo z okolic Martapura, albo – co mniej prawdopodobne – z Banjarmasin. Pod koniec 2020 roku kusotymalka czarnobrewego odkryto ponownie w południowo-wschodnim Borneo Południowym, tym samym potwierdzając domniemane występowanie w tej prowincji.

## Status
IUCN od 2024 nadaje kusotymalkowi czarnobrewemu status gatunku bliskiego zagrożenia (NT, Near Threatened); wcześniej, od 2008 był uznawany za gatunek niedostateczne rozpoznany (DD, Data Deficient), a od 1994 miał on status gatunku narażonego (VU – Vulnerable). Niektórzy autorzy uznawali nawet gatunek za wymarły. Lasy w regionach, które przeczesywał Schwaner, zostały niemal całkowicie wycięte. Z drugiej strony przedstawiciele rodzajów Malacocincla i Trichastoma zamieszkują również środowiska na obrzeżach lasów i, mimo że od odłowienia holotypu minęło dużo czasu, nie można było z pewnością uznać kusotymalka czarnobrewego za wymarłego.
Gatunek ponownie odkryto w październiku 2020. Dwóch lokalnych mieszkańców trudniących się zbieractwem podczas codziennych wizyt w lesie zaczęło obserwować nieznanego im ptaka. Złapali go i po zrobieniu zdjęć wypuścili w tym samym miejscu. Nie mogąc oznaczyć gatunku, skontaktowali się z dwoma działającymi w okolicy grupami obserwatorów ptaków. Zasugerowano, że może to być kusotymalek czarnobrewy, widziany po raz ostatni ponad 172 lata temu. Skonsultowano się ze specjalistami zarówno z Indonezji, jak i spoza niej; potwierdzili przynależność gatunkową na podstawie zdjęć. Odkrycie ogłoszono 25 lutego 2021 na stronie Oriental Bird Club oraz w wydawanym przez niego czasopiśmie BirdingASIA.